# Viktor Saneyev
Viktor Danilovich Saneyev (em russo:  Виктор Данилович Санеев) (Sucumi, 3 de outubro de 1945 — Sydney, 3 de janeiro de 2022) foi um atleta georgiano, tricampeão olímpico e recordista mundial do salto triplo, que dominou esta prova internacionalmente durante os anos 1970.
Nascido na Geórgia, então parte da União Soviética, começou no atletismo aos onze anos de idade, Saneyev se especializou no salto triplo no começo dos anos 1960, disputando com sucesso competições internas na URSS. Seu primeiro ano de glória veio em 1968, quando venceu o campeonato de atletismo do país e em outubro, na altura da Cidade do México, conquistou a medalha de ouro quebrando por suas vezes o recorde mundial e estabelecendo a nova marca de 17m39 para a prova.
Em 1972, após ganhar pela segunda vez a medalha de ouro nos Jogos Olímpicos de Munique, ele quebraria novamente a própria marca, estabelecendo 17m44 para a prova, que conservaria por três anos até ela ser batida nos Jogos Pan-americanos de 1975 na Cidade do México pelo brasileiro João Carlos de Oliveira, o João do Pulo, que saltou 17m89.
Nos anos 1970, Saneyev reinaria no salto triplo, vencendo por duas vezes o Campeonato Europeu de Atletismo e seis vezes o Campeonato Europeu Indoor, ganhando ainda uma terceira medalha de ouro em Montreal 1976.
Em 1980, ele se despediria da participação olímpica com uma medalha de prata nos Jogos de Moscou, numa prova bastante polêmica e criticada pela mídia na época, em que o brasileiro João do Pulo teria sido prejudicado pelos fiscais russos da prova, que assinalaram dois saltos perfeitos do brasileiro como tendo queimado a linha de salto, de maneira a não permitir que os atletas da casa perdessem a prova que dominavam há mais de uma década. O vencedor foi outro soviético, Jaak Uudmäe, enquanto o brasileiro ficou com a medalha de bronze. Apesar dos protestos oficiais da delegação brasileira presente em Moscou, o resultado foi mantido, mas depois destes Jogos o COI passou a exigir que as provas de salto triplo e salto em distância tivessem uma câmera monitorando em detalhe o pé dos atletas na linha de salto no momento do pulo.
Considerado um dos maiores atletas soviéticos de todos os tempos, Viktor Saneyev foi condecorado com a Ordem de Lênin por Leonid Brezhnev em 1972, após seu bicampeonato olímpico.
Foi recordista mundial do salto triplo entre 1968 e 1971, e entre 1972 e 1975.
A morte de Saneyev foi divulgada em 3 de janeiro de 2022, ocorrida em Sydney, na Austrália.